# نجم المسدس
نجم المسدس (بالإنجليزية: Pistol star) هو أحد النجوم الشديدة الإضاءة الواقع في مجرة درب التبانة. يقع على بعد 25.000 سنة ضوئية تقريباً من الأرض في اتجاه برج الرامي، ويتميز بكونه شديد الإضاءة وتبلغ إضاءته 3.3 مليون مرة إضاءة الشمس، ويستهلك في ست ثواني من طاقة ما تستهلكه شمسنا في سنة. وهو نجم غير مرئي بواسطة التلسكوبات الضوئية وإنما يكمن رصده عن طريق تسجيل الأشعة تحت الحمراء القادمة منه نظرا لتواجده في منطقة دخان كوني كثيف.

## الاكتشاف
اُكتشف نجم المسدس في بداية عام 1990م بواسطة تلسكوب هابل الفضائي.

## تطوره
يعتقد أن هذا النجم قد طرد 10 أضعاف كتلة شمسية من مادته في انفجارات عملاقة منذ 4.000 إلى 6.000 سنه مضت ولا يعرف بالضبط تطوره مستقبلا، ولكن من المتوقع أن ينتهي في انفجار مستعر أعظم أو مستعر فوق عظيم hypernova . يظن بعض الفلكيون أن هناك صلة بين كتلته الكبيرة وموقعه القريب من مركز المجرة . وتشير التقارير الأولية إلى أنه من ضمن النجوم الشديدة الإضاءة المعروفة، فهو يستهلك طاقة بمعدل أكبر من 100 مليون مرة من معدل استهلاك نجوم أخرى لوقودها . ومع ذلك، تشير التقديرات البحوث الجديدة إلى أن إضاءته قد تكون أشد 4 ملايين مرة من إضاءة الشمس فقط، مما يجعله من تصنيف عملاق عظيم أزرق متغير مضيء وأن إضاءته تبلغ نحو ثلث إضاءة النظام إيتا القاعدة. ورغم ذلك، فإنه يشع من الطاقة خلال 20 ثانية ما يشعه الشمس في سنه.

## عمالقة متغيرون شديدو الإضاءة
تكبر النجوم المضيئة في هذه الفئة بمقدار 80 إلى 150 مرة من كتلة الشمس وأعمارها لا تتجاوز بضعة ملايين من السنين، تلك الفئة من النجوم البالغة الكتلة تسمى عمالقة عظام فائقة وهي أكبر الأجرام المنفرجة في الكون. وعلى عكس النجوم العادية المتوسطة، فيعمل ضغط أشعاعها الشديد على طرد جزء من مادتها في طبقاتها العليا إلى الفضاء في صورة رياح نجمية تحجب ضوءها بين الحين والآخر . وإلى جانب نجم المسدس، فقد عثر علماء الفلك خلال رصدهم السماء على العديد من تلك «النجوم العظيمة شديدة الإضاءة» في السنوات الأخيرة. ومن ضمن تلك النجوم إيتا القاعدة الموجود في كوكبة القاعدة، أصبح من المؤكد أن يكون نظام ما لا يقل عن اثنين من النجوم. ويقدر العلماء وجود ربما 10 أو 100 نجم عظيم بهذه الضخامة مثل إيتا القاعدة في مجرتنا مجرةدرب التبانة ، ولكن يختفي ضوؤها المرئي في الغبار الذي تصدره والغبار الكوني بين النجوم، مما يعوق التعرف عليهم، ولكن رصدهم في نطاق الأشعة تحت الحمراء يمكن من رؤيتهم، حيث أن الأشعة تحت الحمراء تُمتص قليلا فقط من الغبار الذي يحوطها، وبالتالي يصلنا جزء من هذه الاشعة .

## وصلات خارجية
- Weitere Details zum Pistolenstern auf hubblesite.org

- موقع الكون في الإنترنت.